# Late Blossom Blues
Late Blossom Blues (vollständiger Titel: Late Blossom Blues – The Journey of Leo „Bud“ Welch) ist ein Dokumentarfilm der beiden österreichischen Filmemacher Wolfgang Pfoser-Almer und Stefan Wolner aus dem Jahr 2017. Der Film ist ein Porträt des Blues- und Gospelsängers Leo „Bud“ Welch aus Mississippi, USA, der erst mit 82 Jahren sein Debütalbum veröffentlicht hatte und danach in Europa und Nordamerika zahlreiche Auftritte gab.

## Inhalt
Der Film zeigt Leo „Bud“ Welch in seinem täglichen Leben in seiner Heimatstadt Bruce, MS und folgt ihm zu Konzerten in Aberdeen, New Orleans, Montgomery sowie auf Österreichtour nach Schlierbach, Weyer und St. Pölten. Neben Welch und seinem Manager Vencie Varnado kommen Bruce Watson (Labelchef von Big Legal Mess Records), Dixie Street (Schlagzeugerin), Roger Stolle (Bluesexperte), Bill Luckett (Inhaber Ground Zero Blues Club) sowie Welchs Familie und Freunde im Film zu Wort.

## Produktion
Wolfgang Pfoser-Almer lud als künstlerischer Leiter des Linzfest 2014 Leo „Bud“ Welch ein, in Linz sein erstes Konzert außerhalb der USA zu spielen. Nach diesem Gastspiel reifte in Pfoser-Almer der Entschluss, seinen Debütfilm über Welch zu drehen. Hilfe holte sich Pfoser-Almer bei Stefan Wolner, einem früheren Studienkollegen, der als Filmemacher über die nötigen Kontakte und Fachwissen verfügte. Nach einem erfolgreich abgeschlossenen Crowdfunding auf Kickstarter wurde im Oktober 2014 für zwei Wochen in den USA gedreht, im Dezember 2014 noch eine zusätzliche Woche in Österreich, jeweils mit dem Protagonisten Welch.

## Kritik
Neil Fox von Directorsnotes.com nahm Late Blossom Blues in seine Liste „Top Ten Feature Films 2017“ auf und schrieb dazu: 
„… quite simply one of the best music documentaries I’ve ever seen, and I’ve seen a few. Incredibly moving and beautifully put together.“

## Auszeichnungen
- 2017: Honorable Jury Mention (Noida International Film Festival)
- 2017: Audience Award (Naples International Film Festival)
- 2017: Best Music Documentary (NEO International Film Festival)